# Deutsch-Französischer Journalistenpreis
Der Deutsch-Französische Journalistenpreis (DFJP) wurde 1983 zum 20. Jubiläum des Élysée-Vertrages zwischen Deutschland und Frankreich durch Hubert Rohde, den damaligen Intendanten des Saarländischen Rundfunks, ins Leben gerufen. Er gehört heute zu den wichtigsten Medienpreisen in Europa. Mitglieder sind der Saarländische Rundfunk (SR) als Federführer, Deutschlandradio, Zweites Deutsches Fernsehen (ZDF), France Télévisions, ARTE, Deutsche Welle, Radio France, France Médias Monde, Saarbrücker Zeitung, Google, SaarLB, Kalodion GmbH, Deutsches Städte-Network, Gustav-Stresemann-Institut, Deutsch-Französisches Jugendwerk, Deutsch-Französische Hochschule, Fondation Robert Schuman, Stiftung Genshagen und die ASKO Europa-Stiftung.

## Funktion
Seit 2022 wird der Preis in den medienübergreifenden Kategorien Newsformate, Dokumentation, Investigation, Jeunes Talents und Spezialpreis vergeben. Die Preisträger des mit jeweils 6.000 Euro dotierten Preises werden von einer deutsch-französischen Jury ausgewählt. Daneben wird der undotierte Große Deutsch-Französische Medienpreis vergeben. Neben den Hauptpreisen gab es bis 2002 auch Sonderpreise wie z. B. den der Asko Europa-Stiftung oder des Deutsch-Französischen Kulturrats. Auch die Kategorien haben sich seit der Gründung gewandelt.
Der DFJP zeichnet Autorinnen und Autoren aus, die sich mit den deutsch-französischen Beziehungen oder mit Themen des anderen Landes oder Europas befassen und so zu einem besseren gegenseitigen Verständnis beitragen. Seit 2010 können auch Artikel oder Reportagen teilnehmen, die sich mit deutsch-französischen Themen aus der Sicht eines Drittlandes befassen. In jeder Kategorie entscheidet eine deutsch-französische Jury über die Preisträger. Der Deutsch-Französische Journalistenpreis wird jährlich vergeben, die Preisverleihung findet abwechselnd in Berlin und Paris statt.
Die Ausschreibung beginnt jeweils zu Beginn des Jahres, Einsendeschluss ist der 1. März des Vergabejahres. Zum Wettbewerb zugelassen sind alle Beiträge, die zwischen dem ersten Tag nach Abschluss des Wettbewerbs im Vorjahr und dem Tag des Abschlusses des Wettbewerbs im Vergabejahr einschließlich erstmals gesendet oder veröffentlicht wurden.

## Preisträger
1983 |
1984 |
1985 |
1989 |
1990 |
1993 |
1994 |
1995 |
1996 |
1997 |
1998 |
1999 |
2000 |
2001 |
2002 |
2003 |
2004 |
2005 |
2006 |
2007 |
2008 |
2009 |
2010 |
2011 |
2012 |
2013 |
2014 |
2015 |
2016 |
2017 |
2018 |
2019 |
2020 |
2021 |
2022 |
2023

### 1983–1989
1983: 
- Fernsehen, 1. Preis: Ernst Weisenfeld für Nur das Rot im Blau-Weiss-Rot – aus der Geschichte der kommunistischen Partei Frankreichs, SR
- Fernsehen, 2. Preis: Thomas Reimer, Elke Bauer für Zu Gast zwischen Haguenau und Pfingsten – ein Gespräch zwischen Thomas Reimer und André Weckmann, SWF
- Fernsehen, 3. Preis: Jaqueline Perard, Lorenz Knauer, Bernd Becker für Die Zehn: Atomkraft – nein danke. Atomkraft – ja bitte, ZDF
- Hörfunk, 1. Preis: Jean-Paul Picaper für Beobachtung und Aphorismen zum dt.-franz. Verhältnis – Die Gegensätze ziehen sich an, Le Figaro
- Hörfunk, 2. Preis: Wolfgang Aigner für Mehr Rechte für Frankreichs Provinz – Thionville zum Beispiel, BR
- Hörfunk, 3. Preis: Dieter Mayer-Simeth für Pulverfass Korsika – Bericht einer explosiven Insel, BR

1984: 
- Fernsehen, 1. Preis: Martin Graff für Ich Kommunist – Du CDU, WDR
- Fernsehen, 2. Preis: Alfred Gulden für den Film Grenzfall Leidingen, SR
- Fernsehen, 3. Preis: Jochen Schweizer, Günter Ederer für die Reportage Die Ehe mit Marianne, ZDF
- Hörfunk, 1. Preis: Peter Stefan für Der Korrespondent und seine Stadt – mein Paris, SWF
- Hörfunk, 2. Preis: Kathrin Rousseau, Jürgen Gandela für Sunday-Express – 20 Jahre Dt.-Franz. Freundschaftsvertrag, HR, RFI
- Hörfunk, 3. Preis: Michael Graf Westarp für Zur wirtschaftlichen Situation Frankreichs, RIAS

1985: 
- Fernsehen, 1. Preis: Angelika Lipp-Krüll, Jean-Claude Ziegler für Vis-à-Vis – dt. franz. Regionalprogramm, SWF, France 3
- Fernsehen, 2. Preis: Eberhard Büssem für 40 Jahre nach dem Massaker – Münchens Schüler besuchen Oradour-sur-Glane, BR
- Fernsehen, 3. Preis: Martin Graff für D’Narrehewler – ein elsässisches Dorf spielt seine Geschichte, SR
- Hörfunk, 1. Preis: Dieter Mayer-Simeth für Die Bundesrepublik, der ungeliebte Freund – über das Deutschlandbild der Franzosen, BR, SFB, SDR
- Hörfunk, 2. Preis: Hans Peter Tönsgöke für Bilder vom Nachbarn – Hörfunk-Magazin zwischen Berlin und Paris, SFB
- Hörfunk, 3. Preis: Norbert Carius für Die ungleichen Brüter – Kernkraft in Deutschland und Frankreich, SR

1986–1988: keine Preisvergabe
1989: 
- Fernsehbeiträge bis 20 Minuten:
  - 1. Preis: Philippe Rochot für In den Tiefen der Apokalypse, Antenne 2, Bonn
  - 2. Preis: Georg Mischo für Die Kunst, Kunst zu exportieren, SR
  - 3. Preis: Laurent Andrès für Heidegger – Der Versuch einer Annäherung, France 3 Alsace
- Fernsehbeiträge ab 20 Minuten:
  - 1. Preis: Dagmar Christman, Arndt Breustadt, Eberhard Schneider für Eine schwierige Nachbarschaft – Franzosen und Deutsche, SWF, HR, WDR
  - 2. Preis: Redaktion Innenpolitik Fernsehen für Schlaglicht: Die neue Macht am Rhein – deutsch-französische Brigade, SDR
  - 3. Preis: Claire Doutriaux für Ich sage nichts, WDR, La Sept
- Hörfunk, 1. Preis: Florian Schwinn, Kathrin Rousseau für Sunday-Express, HR, RFI
- Hörfunk, 2. Preis: Dieter Mayer-Simeth, Martin Geiling für Die toten Dörfer von Verdun, BR, SR
- Hörfunk, 3. Preis: Claus Vogelgesang für Dt.-Franz. Gymnasium – Michel lernt mit Marianne, SFB

### 1990–1999
1990: 
- Fernsehen, 1. Preis: Redaktion Vis-à-Vis für Panzermark, Blitzkrieg, Großdeutschland – neue und alte Ängste bei Franzosen und Deutschen, SWF, France 3 Alsace
- Fernsehen, 2. Preis: Chris Marker für Berliner Ballade, Antenne 2
- Fernsehen, 3. Preis: Ulrich Wickert, Klaus-Peter Schmid, Heide Supper für Champagner-Clans – Deutsche Geschichten um eine französische Erfindung, ARD/SR
- Hörfunk, 1. Preis: Gerd Heger, Stefanie Hoster für F.R.A.D.I.O. – Relativ angenehme dramatische Inszenierung fürs Ohr – eine Enquète, SR
- Hörfunk, 2. Preis: Günter Bayer für Hein Mück’s normannische Schwester – Cherbourg, Partnerstadt von Bremen, Radio Bremen

1991–1992: keine Preisvergabe
1993: 
- Fernsehen, 1. Preis: Agence CAPA für 24 Heures: Görlitz – Le pont de la rivière Neisse, Canal+
- Fernsehen, 2. Preis: Fritz Breuer für Rückblende: Vor 110 Jahren geboren – René Schickele, WDR
- Hörfunk, 1. Preis: Gabi Mayr für Tanz der Schienbeine – Der Architekt Hector Guimard und das 16. Arrondissement, Radio Bremen

1994: 
- Fernsehen, 1. Preis: Patrice Barad, Kim Spencer, Pascal Vasselin für Vis-à-Vis Verlin-Marseille – Politique: Que dire à nos enfants?, France 3
- Fernsehen, 2. Preis: Chantal Lasbats, Agence CAPA für Lebensborn – Les Enfants de la honte, France 2
- Hörfunk, 1. Preis: Bärbel Moser, Kathrin Rousseau für Beobachtung und Aphorismen zum dt.-franz. Verhältnis – Die Gegensätze ziehen sich an, RFI
- Hörfunk, 2. Preis: Michel Besnier, Karl-Heinz Tesch für ihr Radio-Feature Leipzig. Portrait einer Liebe, MDR

1995: 
- Fernsehbeiträge über 20 Minuten:
  - 1. Preis: Werner Doyé, Jean Vermeil für Die Befreiung – Frankreich nach dem längsten Tag, ZDF
- Fernsehbeiträge bis 20 Minuten:
  - 1. Preis: Jutta Krug, Hugues Jardel, Vladimir Vasak für 8 1/2 – Nachrichtensendung: „Chausseestraße Berlin – Eine Serie zu den Bundestagswahlen 1994“, Arte
- Hörfunk, 1. Preis: Karl Lippegaus für Samstagabend in West 3: Rap, Rai, Ramadhan – Arabische und westliche Kultur in Marseille und Paris, WDR

1996: 
- Fernsehen, 1. Preis: Isabelle Bourgeois für Heinrich Böll, France 3, Pro.Dis.Tél.
- Hörfunk, 1. Preis: Teilnehmer des dt.-frz. Radioseminars in St. Affrique 1995, Leiter: Gilles Margerand und Sven Rech für Absence de marquage – Erfahrungen an der Grenze, Deutsch-Französisches Jugendwerk und SR

1997: 
- Fernsehen, 1. Preis: Ulrike Becker, Sophie Rosenzweig für Eine Bleibe in der Fremde / A chacun son étranger (Beitrag zur Sendereihe Passe Partout) SWF, La Cinquième
- Hörfunk, 1. Preis: Feature-Werkstatt Redaktion Interregionale Kultur des SR für Saar-Lor-Luxus

1998: 
- Fernsehen, 1. Preis: Asiem El Difraoui für Toulon, vitrine du Front National, Arte
- Hörfunk, 1. Preis: Blandine Milcent für Ça a changé – Franzosen in Ostdeutschland, SDR
- Printmedien, 1. Preis Thomas Fricke für Ohne Komma Manager Magazin

1999: 
- Fernsehen, 1. Preis: François Ponchelet, Pascal Stelletta für "Le voyage de Nina, France 2
- Hörfunk, 1. Preis: Natalie Weber für Die letzten Sänger von Klein-Warschau – Polnische Spuren an der deutsch-französischen Grenze, SR

### 2000–2009
2000: 
- Fernsehen: Mitja Rietbrock und Michel Anglade für Un mur dans les têtes (dt.: Eine Mauer in den Köpfen), France 3
- Fernsehen (Kurzreportage): Véronique Barondeau und Andrea Fies für RU 468 – die Abtreibungspille, Arte
- Hörfunk: Benoît Collombat für die Reportage Allemagne: le mur dans les têtes (dt.: Die Mauer in den Köpfen), France Inter
- Printmedien: Jochen Hehn für den Artikel Das Ende von ‚Weiter so‘, Die Welt
- Förderpreis: Bernhard Hentschel für den Bericht Kommando Völkerfreundschaft, SWR
- Ehrenpreis: Daniel Vernet in Anerkennung seines ständigen Engagements zur Verbesserung und Vertiefung der deutsch-französischen Beziehungen, Le Monde

Sonderpreise ASKO Europa-Stiftung:
- Günter Ederer für Fernseh-Reportage Schocktherapie. Wie die Hoechst-Manager ihren Konzern zerschlagen, ARD/HR
- Harald Schultz für Print-Artikel Angriff der Nukleokraten. Der französische Stromriese EdF will den deutschen Markt knacken, Woche
- Axel Bornkessel für Fernsehbeitrag Napoleon und die Deutschen – ein Volk befreit sich, NDR
- Sven Rech für Fernseh-Feature Lothringen eine Sinfonie, SR
- Ann-Catherine Cavalli für Hörfunkbeitrag Tandem oder ‚ménage à trois‘? bei Radio France Internationale

2001: 
- Fernsehen: Patrice Romedenne für Pour en finir avec l’extrémisme, France 2
- Fernsehen (Kurzreportage): Jörg Krause für Wer war Omar Ben Noui? – von Algier nach Guben und zurück, Arte
- Hörfunk: Lisa Huth für Mir gehen nur niwwer kaafe (Wir gehen nur rüber einkaufen) – darüber, was Saarländer und Lothringer wirklich voneinander wissen, SR
- Print: Dorothea Hahn für Mörderisches Milieu, Frankreich von einer anderen Seite, taz

Sonderpreise ASKO Europa-Stiftung:
- Fernsehen: Dirk Heinemann für Schwarze Brandung, über Frankreichs Umgang mit der Ölpest nach der Havarie des Tankers Erika an der bretonischen Küste, Arte
- Hörfunk: Ruth Jung für Die Welt ist keine Ware – José Bové und der Bauernprotest in Südfrankreich, Deutschlandfunk, SR, WDR
- Print: Matthias Beermann für Bauernland ist abgebrannt, Weser-Kurier

Sonderpreise Deutsch-Französischer Kulturrat:
- Fernsehen: Pierre-Olivier François für Der große Rückschritt, Arte
- Hörfunk: Emmanuel Laurentin für Porträt einer deutsch-französischen jüdischen Familie Le poids de la mémoire allemande, Radio France
- Print: Jean-Christophe Ploquin für Porträt der neuen deutschen Literatur-Generation Bouillon de Culture en Allemagne, La Croix

2002: 
- Fernsehen: Frédéric Chignac für L’orchestre des chômeurs (Das Orchester der Arbeitslosen), France 3
- Fernsehen/Kurzreportage: Sabine Willkop für Jacques und Lotka, Kurzfilm für die Reihe „Nachtkultur“, SWR
- Hörfunk: Günter Liehr und Alexander Musik für Der dritte Flughafen für Paris stört die Ruhe der Lebenden – und Toten, Radio France Internationale
- Print: Michael Neubauer für Wer fackelt am besten, über Ursachen und Abläufe der gewalttätigen Ausschreitungen von Jugendlichen in Straßburg, Badische Zeitung
- Ehrenpreis: Georg Stefan Troller, langjähriger Fernseh-Korrespondent von ARD und ZDF in Paris, für sein Engagement für die deutsch-französische Verständigung

Sonderpreise Deutsch-Französischer Kulturrat:
- Hörfunk: Patrice Gelinet für La résistance allemande à Hitler, France Inter
- Print: Jacqueline Hénard für Viel gelobt, wenig gesehen anlässlich des 10. Jahrestages der Gründung von ARTE, Die Zeit

Preis des Deutsch-Französischen Jugendwerks:
Pascale Hugues und Michael Hammon für Reportage Gehen oder bleiben? Jugendliche in Deutschland-Ost, Arte
2003: 
- Fernsehen: Harald Schmidt für Die Harald Schmidt Show – Le show en français, Sat.1-Sendung vom 28. Mai 2002 komplett in französischer Sprache
- Hörfunk: Radio France Internationale und Deutsche Welle für Gemeinschaftsprojekt Duo für Europa anlässlich des 40. Jahrestages des Deutsch-Französischen Freundschaftsvertrags
- Print: Libération und Berliner Zeitung für Doppelausgabe zum 40. Jahrestag des Elysée-Vertrags
- Nachwuchspreis: ZDF-Mitarbeiter Harald Jung und sein Team für Fremde Freunde, ZDF

2004: 
- Fernsehen: Caterina Woj für Vergeltung an deutschen Kriegsgefangenen (des Zweiten Weltkriegs), MDR
- Hörfunk: Emmanuel Laurentin und Véronik Lamendour für Lecture de façades à Berlin (Fassaden-Lesen in Berlin), France Culture
- Print: Magazin der Süddeutschen Zeitung für Ausgabe „In Nachbars Garten“
- Internet: Grand méchant loup (Der böse Wolf), Begleitung, unterstützt von Eltern, einer deutsch-französischen Grundschulklasse in Berlin (www.boeser-wolf.schule.de)
- Nachwuchspreis: Marcella Drumm für literarischen und musikalischen Streifzug durch Marseille Ein Bastard aus Marseille. Izzo und die Stadt der Kontraste, Westdeutscher Rundfunk
- Ehrenpreis: Jean-Paul Picaper, Politikwissenschaftler, für Engagement als Deutschland-Korrespondent der Tageszeitung Le Figaro und die von ihm gegründete zweisprachige Internet-Zeitschrift „Eurbag Magazine“

2005: 
- Fernsehen: Serge Moati und Ruth Zylberman für France/Allemagne – des ondes parallèles über 40 Jahre deutsch-französische Geschichte, Arte
- Hörfunk: Peter Hölzle und Günter Liehr für Vichy an der Donau, letzte Station der französischen Kollaborateure im Schloss von Sigmaringen im Oktober. 1944, RFI
- Print: Pascale Hugues für ihre Kolumne Mon Berlin, Tagesspiegel
- Internet: Hélène Chevallier für Zeitzeugengespräche Le débarquement vu d‘Allemagne radiofrance.fr
- Nachwuchspreis: Redaktion Extra für die zweisprachige Jugendbeilage von Républicain Lorrain und Saarbrücker Zeitung
- Ehrenpreis: Jérôme Clément, Dieter Stolte und Jobst Plog für Gründung und Bewahrung von Arte

2006: 
- Fernsehen: Imke Meier für Dok-Film über eine 13-jährige Deutsche in einer französischen Gastfamilie, Vivian – ein halbes Jahr allein in Frankreich, ZDF/Kinderkanal
- Hörfunk: Aurélie Luneau für Beitrag über die Studentenbewegungen in Deutschland und in Frankreich, Dans les pas de Rudi le Rouge, France Culture
- Print: Lorenz Wagner für Der General (de Gaulle) hätte ‚oui’ gesagt, Financial Times Deutschland
- Internet: Andreas Noll für Spurensuche in einem verunsicherten Land. Frankreich – eine Winterreise (www.frankreich-forum.de/winterreise)
- Ehrenpreis: Ulrich Wickert, ARD Tagesthemen-Moderator
- Nachwuchspreis: Rencontres und Chefredakteurin Johanna Heinen (www.recontres.de)

2007: 
- Medienpreis: Michel Meyer, im Elsass geborener Journalist und früherer Hörfunk-, Fernseh- und Zeitungskorrespondent in Deutschland
- Fernsehen: Arnaud Miguet, Jérôme Bony, Karine Comazzi und Bernard Lebrun für die kurz vor der Fußballweltmeisterschaft ausgestrahlte Sondersendung Allemagne: la grande mutation? (Deutschland: der große Wandel?), France 2
- Hörfunk: Hélène Kohl für Le souvenir du ‚miracle de Berne’ aujourd’hui en Allemagne (Erinnerung an das ‚Wunder von Bern’ heute in Deutschland), Europe 1
- Print: Michael Kläsgen für Beitrag zum Schicksal der neuen Obdachlosen in Frankreich, Zimmer ohne Aussicht, Süddeutsche Zeitung
- Internet: Harald Schultz für Frankreich heute – Das Magazin für frankophile Internauten (www.frankreich-heute.de)
- Nachwuchspreis: Anne Funk für Magazin-Beitrag Zugbekanntschaften anlässlich der neuen TGV-Verbindung Paris-Frankfurt am Main, Potato

2008: 
- Medienpreis: Tomi Ungerer, im Elsass geborener Zeichner und Künstler
- Fernsehen: Cathérine Menschner für Ab in den Knast – Wenn Mädchen straffällig werden, NDR für arte
- Hörfunk: Vera Laudahn für Frankreich wählt – Eine Reportagereise durch Südfrankreich vor der Präsidentschaftswahl, WDR 2
- Print: Heimo Fischer für Wahlkampf in Frankreich – Momentaufnahmen, Financial Times Deutschland
- Internet: Eva John und Romy Straßenburg für Audiobeiträge und Flashanimationen unter dem Titel Generation 80 (www.gen80.eu)
- Nachwuchspreis: Martina Andrecht für Vie parisienne vue par une allemande – Cinq pastilles franco-allemandes, France 3/Ile-de-France

2009: 
- Medienpreis: Simone Veil, französische Publizistin und Politikerin, Mitglied der Académie française
- Fernsehen: Jeff Wittenberg, Jean-Marie Lequertier für La France: Une arrogante solitude? – France 2
- Hörfunk: Clarisse Cossais für La Sehnsucht. Franzosen in Berlin in SWR2
- Print: Alex Rühle für Ruhig und strahlend wie die Gleise vor uns, Süddeutsche Zeitung
- Internet: Cécile Boutelet für Deutschlandausgabe des Webangebots Le Petit Journal
- Nachwuchspreis: Maria Wimmer für Prostituierte sind Opfer, nicht Straftäter, erschienen in der Mittelbadischen Presse

### 2010–2019
2010: 
- Fernsehen: Frédéric Compain und Bruno Lancesseur für Dok-Film EADS-Airbus, eine Staatsaffäre, Koproduktion France 3/arte
- Hörfunk: Jean-Luc Hees und Willi Steul für 24-stündige Livesendung aus Berlin am 9. November 2009 Radio France fait le mur, Radio France in Kooperation mit Deutschlandradio
- Print: Johannes Kloth für Bon appétit, kontra Vorurteile zum Thema Froschschenkel, Saarbrücker Zeitung
- Internet: Anne Mailliet und Brice Boussouar für Webdoc – La chute du mur de Berlin anlässlich Jubiläum „20 Jahre Mauerfall“, (www.france24.com, in Zusammenarbeit mit Jérôme Pidoux)
- Nachwuchspreis: Julia Friedrichs und Eva Müller für Fernsehbeitrag Paris statt Hartz IV aus der Reihe „WDR Weltweit“

2011: 
- Medienpreis: Volker Schlöndorff
- Fernsehen: Martine Laroche-Joubert und Alexis Jacquet für Une opérette à Ravensbrück, France 2
- Hörfunk: Martin Durm für Berg des Leids, Berg der Hoffnung, SWR 2
- Print: Karin Finkenzeller für Die Post bleibt!, Die Zeit
- Internet: Michel Verrier für www.michel-verrier.com
- Nachwuchspreis: Dorothee Räber für Französische Praktikanten im Sauerland, WDR 5

2012: 
- Medienpreis: Alfred Grosser
- Video: Stephan Lamby / Michael Wech für Der Domino-Effekt – Kippt der Euro?, ZDF / ARTE
- Audio: Christian Buckard / Daniel Guthmann für Ma Grande, meine Liebe, mein Leben!, SWR, NDR, RBB
- Text: Karl De Meyer für Angela Merkel, L’Europe malgré tout, Les Echos
- Multimedia: Joseph Gordillo und Laetitia Giroux für Die Empörten, ARTE
- Nachwuchspreis: Studierende der Straßburger Journalistenschule für Ruhr conversions, www.cuej.info

2013: 
- Video: Delphine Prunault für Le miracle allemand, à quel prix?, France 2
- Audio: Delphine Simon für Mon père s’appelait Werner, France Inter
- Text: La Croix für France-Allemagne, les noces d’or
- Multimedia: Tawan Arun und Joris Rühl für Portraits de frontières, TV5 Monde
- Nachwuchspreis: Isabelle Foucrier für Der Diavortrag, ARTE

2014: 
- Medienpreis: Helmut Schmidt und Valéry Giscard d’Estaing
- Video: Sabine Jainski und Ilona Kalmbach für Superfrauen gesucht – Im Spagat zwischen Arbeit, Kindern und Pflege der Eltern, WDR, ARTE
- Audio: Clemens Hoffmann für Das Kartell der Perlen Wie die Champagne die Preise macht, WDR 5
- Text: Marie-Pierre Lannelongue und Elisabeth Raether stellvertretend für die Autoren von France-Allemagne für Ich Liebe Dich (moi non plus) / Wie sagt man auf Französisch Es ist Liebe?, erschienen in M, le Magazine du Monde und ZEIT Magazin
- Multimedia: Autoren des Onlinemagazins paroli für Kopf oder Zahl, erschienen auf www.kopfoderzahl.eu
- Nachwuchspreis: Hanna Gieffers und Alain Le Treut für Gefangen / Befreit, erschienen auf gefangenbefreit.eu

2015: 
- Medienpreis: Cartooning for Peace
- Video: Andreas Pichler für Ausverkauf Europa, ARTE
- Audio: Hans Woller für Tea-Party in Frankreich, Deutschlandfunk
- Text: Ina Henrichs für Wo geht’s hier nach Frankreich?, Kölner Stadt-Anzeiger
- Multimedia: Marcus Bensmann und David Crawford für mh17.correctiv.org
- Nachwuchspreis: Änne Seidel und Markus Dichmann für Wo Bilder von Freund und Feind verschwimmen, Deutschlandfunk

2016: 
- Medienpreis: Jean Asselborn
- Video: Christian Dassel, Clemens Gersch für #jesuischarlie: Ein Hashtag und die Folgen, WDR
- Audio: Pascal Dervieux für Immigration en Allemagne: le tournant?, France Inter
- Text: Leo Klimm für Chef-Köche, Capital
- Multimedia: Christian Beetz, Jakob Vicari, Jens-Uwe Grau, Tanja Schmoller für Falcianis Swissleaks – Der große Bankdatenraub, ARTE
- Nachwuchspreis: Laetitia Grevers (in Zusammenarbeit mit Gabriela Herpell, Alex Rühle und Lorenz Wagner) für Wir klingen alle so, als müsste uns irgendwer erlösen, Süddeutsche Zeitung Magazin

2017: 
- Medienpreis: SOS Méditerranée
- Video: Christian Frey, Susanne Wittek für Stille Retter, ARTE / NDR
- Audio: Sabine Wachs für SOS im Mittelmeer, SR
- Text: Marion Van Renterghem für Angela Merkel d’Est en Ouest, Le Monde
- Multimedia: Vera Rudolph für TAXI Europa, multimedia.swr.de SWR
- Nachwuchspreis: Sophie Serbini, Côme Tessier für C’est Jérôme, So Foot

2018: 
- Medienpreis: Jürgen Habermas
- Video: Karine Comazzi und Patrice Brugère für „Les Klarsfeld, chasseurs de ténèbres“, France 2
- Audio: Adèle Humbert und Emilie Denètre für „Les Petits Revenants“, BoxSons
- Text: Stephan Maus für „Zwei Brüder“, Stern Crime
- Multimedia: Annika Joeres, Simon Jockers, Jade Lindgaard, Donatien Huet und Felix Michel für „Steigende Meere“, searise.correctiv.org
- Nachwuchspreis: Anika Maldacker für „Der Kampf gegen das Vergessen“, Badische Zeitung

2019: 
- Medienpreis: Beate und Serge Klarsfeld
- Video: Kirsten Esch für „Forschung und Verbrechen – Die Reichsuniversität Straßburg“, Südwestrundfunk / Arte
- Audio: Caroline Gillet für „Foule continentale“, France Inter
- Text: Lena Kampf für „Die unendliche Geduld von Papier“, Süddeutsche Zeitung Magazin
- Multimedia: Studierende des Centre universitaire d’enseignement du journalisme Strasbourg für „Champs de bataille“
- Nachwuchspreis: Carolin Dylla für „Der Aachener Vertrag oder ‚Élysée 2.0‘ – Upgrade für die deutsch-französische Zusammenarbeit?“, Saarländischer Rundfunk

### Ab 2020
2020: 
- Video: Robert Bongen, Julian Feldmann und Fabienne Hurst für „Das ungesühnte SS-Massaker: Ein französisches Dorf kämpft um Gerechtigkeit“, Arte / NDR
- Audio: Leslie Benzaquen für „L’affaire des 450 tableaux“, Podcast
- Text: Elisa-Madeleine Glöckner, Veronika Lintner, Jonas Voss und Julian Würzer für „Europa 2019. Eine Reise“, Augsburger Allgemeine
- Multimedia: Correctiv, Frontal21 und 33 weitere Medien für „Grand Theft Europe“
- Nachwuchspreis: Anaelle Abasq, Alexia Echerbault, Lara Gohr, Thabo Huntgeburth, Lukas Knauer, Louise Pillais, Mathilde Pires, Meret Reh, Camille Sarazin und Ramona Westhof für „Plus chaud que le climat – Heißer als das Klima“

2021: 
- Großer Deutsch-Französischer Medienpreis: Matthias Maurer, Thomas Pesquet, stellvertretend für die Europäische Raumfahrtorganisation ESA
- Video: Alain de Halleux für „Corona: Sand im Weltgetriebe“, Arte / RTBF
- Audio: Katrin Aue, Carolin Dylla für „Europas Corona-Grenzen: Ein Feature über Abschottung, Misstrauen und Solidarität“, Saarländischer Rundfunk
- Text: Eva Schläfer für „Der französische Patient“, Augsburger Allgemeine
- Multimedia: Kseniya Halubovich für „Belarus: Tagebuch einer Revolution“, Arte
- Nachwuchspreis: Adrien Candau, Julien Duez für „Schaffer d’Etat“, So Foot

2022: 
- Großer Deutsch-Französischer Medienpreis: Bénédicte Savoy und Anselm Kiefer
- Newsformate: Michael Wiegel „Endstation Calais“, F.A.Z.
- Dokumentation: Harriet Kloss & Markus Thöss „RE: Das Attentat von Nizza – Leben nach dem Terroranschlag“, ZDF/Arte
- Investigation: Claire Tesson „Déchets, la grande illusion“, France Télévisions
- Nachwuchspreis: Janis Gebhardt „Europa, was los“, Kunst- und Ausstellungshalle der Bundesrepublik Deutschland
- Spezialpreis: Meduza, Meduza

2023: 
- Großer Deutsch-Französischer Medienpreis: Leïla Slimani und Georges-Arthur Goldschmidt
- Newsformate: Nadia Pantel „Wer’s glaubt“, Süddeutsche Zeitung
- Dokumentation: Ulrike Bremer „Du gehörst mir! – Das Muster der Frauenmorde / Tu m’appartiens! – racines d’un féminicide“, Hessischer Rundfunk/Arte
- Investigation: Pierre-Stéphane Fort „Qatar 2022, un scandale français ?“, France Télévisions
- Nachwuchspreis: Lea Weinmann „Was geschah am Grenzzaun von Melilla?“, Süddeutsche Zeitung
- Spezialpreis: Jens Strohschnieder, "ZDFzoom: Weinen werden wir später – Junge Ukrainer und der Krieg" ZDF

2024: 
- Großer Deutsch-Französischer Medienpreis: Wim Wenders
- Newsformate: Matthias Krupa "Es ist jetzt eine andere Angst", Die Zeit
- Dokumentation: Tanja Stelzer "Ich muss noch etwas sagen", Die Zeit
- Investigation: Mohamed Anwar, Marcus Bensmann, Anette Dowideit, Justus von Daniels, Gabriela Keller & Jean Peters, "Geheimplan gegen Deutschland", Correctiv
- Jeunes Talents: Elena Pompei, Malvina Raud & Jade Briend-Guy "Grandir en Europe / Growing up in Europe", ENTR / France Médias Monde, Deutsche Welle
- Spezialpreis: Bellingcat[4]